# Manifestations de 2019 au Honduras
Les manifestations de 2019 au Honduras correspondent à une série de manifestations et troubles qui ont lieu en octobre 2019, qui demandent la démission du président Juan Orlando Hernández.
Les manifestations prennent forme le 10 octobre. Le 14 octobre, l'Alliance de l'opposition contre la dictature lance un appel au « soulèvement populaire contre la narcodictature », et à ne plus reconnaître les résultats des élections générales de 2017, d'où le président sortant Juan Orlando Hernández était sorti victorieux, lui permettant d'accéder à son deuxième mandat depuis 2014.
Les manifestations débutent à Tegucigalpa avant de se développer à travers tout le pays ; au 21 octobre, les manifestations donnent des signes de changement et deviennent plus violentes, ce qui pousse la police nationale à essayer de les réprimer, sans y parvenir,,,. Fin octobre, 13 personnes ont été arrêtées.

## Contexte

### Hondurien
La légitimité du deuxième mandat de Juan Orlando Hernández avait déjà été remise en doute, au cours d'une première vague de protestations en 2017 et 2018 contre une supposée fraude électorale commise par le Parti national du Honduras pour remporter la victoire électorale,. Selon le Haut-Commissariat des Nations unies aux droits de l'homme et Amnesty International, elles ont provoqué de 22  à   31 morts au cours des affrontements entre les manifestants et les forces de l'ordre.

### International
Les manifestations honduriennes se produisent dans un contexte plus général d’essors des manifestations d'ampleur à l'échelle internationale depuis la fin de l’année 2018.
En Amérique latine, elles ont lieu deux mois après une contestation féministe au Mexique et sensiblement en même temps que des manifestations au Chili (en réaction aux inégalités socio-économiques), en Bolivie (à la suite de la réélection contestée d’Evo Morales), en Équateur (contre la politique néolibérale du gouvernement) et qu’un mouvement de moindre ampleur en Argentine (contre la politique économique et sociale du gouvernement).

## Développement

### Liens entre le gouvernement hondurien et le trafic de stupéfiants
Le frère du président Juan Orlando Hernández, l'homme politique Tony Hernández, a été déclaré coupable de trafic de stupéfiants le 18 octobre par le Tribunal de New York, et d'avoir reçu de l'argent de la part du narcotrafiquant Joaquín Guzmán Loera alias «El Chapo», pour financer la campagne présidentielle de son frère. Le juge chargé de son cas dictera la sentence le 17 janvier 2020,.

Le gouvernement du Honduras a publié un communiqué pour se dégager de toute responsabilité : 

Au nom du Gouvernement du Honduras et de ses institutions nous refusons tout récit mensonger et irresponsable qui chercherait à salir le nom du Honduras. 

#### Mort de l'associé de Tony Hernández
Le 26 octobre, Nery Orlando Sanabria López est assassiné alors qu'il était emprisonné à El Pozo (département de Santa Bárbara). Le nom de Sanabria était revenu plusieurs fois dans l'enquête qui avait amené à déclarer Tony Hernández coupable. Le prisonnier, aussi connu comme «Magdaleno Meza», a été indiqué comme le responsable chargé des « narco livrets » où Tony Hernández enregistrait les destinataires de l'argent issus du trafic de drogue avec le Mexique, ce qui l'a amené à noter en détail les contributions financières de Guzmán à la campagne du président Juan Orlando,.

### Manifestations
En juin 2019, il fait face à d'importantes manifestations se caractérisant par des blocus ; le mouvement reçoit le soutien de son prédécesseur Lobo. Le mouvement se poursuit en août.
Plusieurs centaines de personnes manifestent le 9 octobre à Tegucigalpa, la capitale du Honduras, pour demander la démission de Juan Orlando Hernández. Ils ont alors été dispersés. Une contre-manifestation de soutien au président Hernández réunit plusieurs milliers de personnes.
La communauté hondurienne de New York a célébré la condamnation, alors que la situation devenait plus tendue au Honduras, où les premières manifestations éclataient de manière sporadique. Le 18 octobre plusieurs mouvements politiques ont appelé à manifester massivement pour exiger la démission du président Juan Orlando Hernández et la tenue d'élections anticipées,.
Au cours des protestations en cours depuis le 18 octobre, des cas de pillage et de violence commis par des manifestants et des policiers, la capitale du pays, Tegucigalpa, a été partiellement bloquée par des barricades de pneus enflammés, l'Université nationale autonome du Honduras a été la scène de combats,.

## Lire aussi
- Coup d'État du 28 juin 2009 au Honduras
- Manifestations équatoriennes de 2019
- Manifestations chiliennes de 2019
- Crise post-électorale bolivienne de 2019